# Plunket Shield 2013/14
Der Plunket Shield 2013/14 war die 85. Saison des nationalen First-Class-Cricket-Wettbewerbes in Neuseeland und wurde vom 30. Oktober 2013 bis zum 26. Februar 2014 ausgetragen. Gewinner waren die Canterbury Wizards, die somit ihren 17. Plunket Shield gewannen.

## Format
Die Mannschaften spielten in einer Division  gegen jede andere jeweils zwei Spiele. Für einen Sieg erhielt ein Team zunächst 12 Punkte, für ein Unentschieden (beide Mannschaften erzielen die gleiche Anzahl an Runs) 6 Punkte. Sollte kein Ergebnis erreicht werden und das Spiel in einem Remis enden, bekommen beide Mannschaften 0 Punkte, wenn das Spiel abgesagt wird, 2 Punkte. Zusätzlich besteht die Möglichkeit, in den ersten 110 Over des ersten Innings Bonuspunkte zu sammeln. Dabei werden jeweils bis zu 4 Punkte für erzielte Runs und für erzielte Wickets vergeben. Im Falle einer Reduktion der Spieldauer auf einen Tag wird ein Sieg mit 6 Punkten, ein Unentschieden mit 3 und ein Remis mit 2 Punkten honoriert, Bonuspunkte werden dann nicht vergeben. Des Weiteren ist es möglich, dass Mannschaften Punkte abgezogen bekommen, wenn sie beispielsweise zu langsam spielen oder der Platz nicht ordnungsgemäß hergerichtet ist. Am Ende der Saison ist der Sieger der Division der Gewinner des Plunket Shields.

## Resultate

### Tabelle
Die Tabelle der Saison nahm am Ende die nachfolgende Gestalt an.
| Teams              | Sp. | S | N | U | R | Bat | Bwl | Ded | Punkte | NRW    |
| ------------------ | --- | - | - | - | - | --- | --- | --- | ------ | ------ |
| Canterbury         | 10  | 5 | 3 | 0 | 2 | 13  | 33  | 0   | 106    | +1.010 |
| Otago              | 10  | 3 | 2 | 0 | 5 | 19  | 31  | 0   | 86     | +0.990 |
| Auckland           | 10  | 2 | 2 | 0 | 6 | 22  | 33  | 0   | 79     | +3.235 |
| Wellington         | 10  | 2 | 2 | 0 | 6 | 18  | 30  | 0   | 72     | +1.429 |
| Central Districts  | 10  | 2 | 3 | 0 | 5 | 16  | 30  | 0   | 70     | −3.004 |
| Northern Districts | 10  | 2 | 4 | 0 | 4 | 10  | 24  | 0   | 58     | −1.490 |

### Spiele
| 27. – 30. Oktober Scorecard | Wellington | Otago 534-9d (139.5) & 369-8d (85) | – | Wellington 403-5d (105.3) & 125-3 (34) |
|                             |            | Remis                              |   |                                        |

| 31. Oktober – 3. November Scorecard | Hamilton | Northern Districts 315 (88.1) & 384-9d (91) | – | Auckland 302 (110.4) & 189-1 (73) |
|                                     |          | Remis                                       |   |                                   |

| 7. – 10. November Scorecard | Wellington | Central Districts 289 (82.4) & 313-5d (94) | – | Wellington 293 (93.3) & 310-5 (61) |
|                             |            | Wellington gewinnt mit 5 Wickets           |   |                                    |

| 12. – 15. November Scorecard | Auckland | Auckland 165 (57.3) & 357 (124.3) | – | Canterbury 274 (102.2) & 251-4 (88.5) |
|                              |          | Canterbury gewinnt mit 6 Wickets  |   |                                       |

| 19. – 21. November Scorecard | Rangiora | Canterbury 243 (70.1) & 192 (52) | – | Otago 374 (94.1) & 67-1 (8.5) |
|                              |          | Otago gewinnt mit 9 Wickets      |   |                               |

| 26. – 28. November Scorecard | Hamilton | Northern Districts 287 (89) & 99-3 (25.4) | – | Central Districts 89 (46.3) & 296 (81.5) (f/o) |
|                              |          | Northern Districts gewinnt mit 7 Wickets  |   |                                                |

| 4. – 7. Dezember Scorecard | Auckland | Central Districts 402-7d (108.5) | – | Auckland 253-4 (64.3) |
|                            |          | Remis                            |   |                       |

| 4. – 7. Dezember Scorecard | Rangiora | Canterbury 223 (81.1) & 376-8d (111.3) | – | Wellington 130 (38.1) & 459 (132.1) |
|                            |          | Canterbury gewinnt mit 10 Runs         |   |                                     |

| 4. – 7. Dezember Scorecard | Whangārei | Otago 93-6d (29) & 283 (88.3) | – | Northern Districts 223-8d (51.5) & 124-7 (22) |
|                            |           | Remis                         |   |                                               |

| 12. – 15. Dezember Scorecard | Christchurch | Northern Districts 176 (54.5) & 364 (140.4) | – | Canterbury 382 (119) & 159-4 (61.2) |
|                              |              | Canterbury gewinnt mit 6 Wickets            |   |                                     |

| 12. – 15. Dezember Scorecard | Napier | Central Districts 467 (117.2) & 232 (90.2) | – | Auckland 351 (99.5) & 174-6 (72) |
|                              |        | Remis                                      |   |                                  |

| 12. – 15. Dezember Scorecard | Invercargill | Otago 339 (83.2) & 229 (78.4)    | – | Wellington 487 (119.1) & 82-2 (13.1) |
|                              |              | Wellington gewinnt mit 8 Wickets |   |                                      |

| 20. – 23. Dezember Scorecard | Auckland | Northern Districts 461-4d (124.1) & 299-5d (67.3) | – | Auckland 352-4 (94) & 409-4 (93.2) |
|                              |          | Auckland gewinnt mit 6 Wickets                    |   |                                    |

| 20. – 23. Dezember Scorecard | Dunedin | Central Districts 255 (86.4) & 242-9d (94) | – | Otago 382 (107.2) |
|                              |         | Remis                                      |   |                   |

| 20. – 23. Dezember Scorecard | Wellington | Canterbury 471-8d (147) & 255-5d (89.5) | – | Wellington 332 (80.5) & 133-0 (39.3) |
|                              |            | Remis                                   |   |                                      |

| 23. – 25. Januar Scorecard | Napier | Northern Districts 195 (60.3) & 139 (48.5) | – | Central Districts 265 (77) & 73-7 (22.5) |
|                            |        | Central Districts gewinnt mit 3 Wickets    |   |                                          |

| 23. – 26. Januar Scorecard | Wellington | Wellington 399 (108) & 298 (100.2) | – | Auckland 399-9d (126.3) & 11-1 (3.3) |
|                            |            | Remis                              |   |                                      |

| 23. – 26. Januar Scorecard | Dunedin | Canterbury 280 (85.1) & 298 (96.1) | – | Otago 200 (44.3) & 381-3 (86) |
|                            |         | Otago gewinnt mit 7 Wickets        |   |                               |

| 30. Januar – 2. Februar Scorecard | Napier | Wellington 172 (51) & 341-6d (103) | – | Central Districts 161 (63.2) & 290-7 (89.4) |
|                                   |        | Remis                              |   |                                             |

| 30. Januar – 2. Februar Scorecard | Gisborne | Northern Districts 482 (132.4) & 40-0d (10) | – | Canterbury 139-0d (46) & 73 (36.5) |
|                                   |          | Northern Districts gewinnt mit 310 Runs     |   |                                    |

| 30. Januar – 2. Februar Scorecard | Auckland | Auckland 467 (118.5) & 310-8 (107) | – | Otago 436 (131.1) |
|                                   |          | Remis                              |   |                   |

| 7. – 10. Februar Scorecard | Christchurch | Canterbury 328 (125.5) & 332-4d (65.4) | – | Auckland 300-7d (104.3) & 296 (75.4) |
|                            |              | Canterbury gewinnt mit 64 Runs         |   |                                      |

| 7. – 10. Februar Scorecard | Nelson | Central Districts 307 (97.4) & 375-4d (98.1) | – | Otago 271-3d (60.4) & 277 (89.1) |
|                            |        | Central Districts gewinnt mit 134 Runs       |   |                                  |

| 7. – 10. Februar Scorecard | Wellington | Wellington 169-2 (50.4) | – | Northern Districts |
|                            |            | Remis                   |   |                    |

| 16. – 19. Februar Scorecard | Dunedin | Otago 232 (88.1) & 322-8 (110) | – | Auckland 518-6d (142) |
|                             |         | Remis                          |   |                       |

| 16. – 19. Februar Scorecard | Rangiora | Canterbury 346 (116.3) & 193-3d | – | Central Districts 483-8d (163.5) |
|                             |          | Remis                           |   |                                  |

| 16. – 19. Februar Scorecard | Whangārei | Northern Districts 288 (95.2) & 126-8 (46.4) | – | Wellington 454-9d (135) |
|                             |           | Remis                                        |   |                         |

| 23. – 25. Februar Scorecard | Dunedin | Otago 326 (93.3) & 131-6 (25.1) | – | Northern Districts 132 (43.4) & 324 (121.6) (f/o) |
|                             |         | Otago gewinnt mit 4 Wickets     |   |                                                   |

| 23. – 26. Februar Scorecard | Napier | Central Districts 403 (145.4) & 182 (83) | – | Canterbury 582 (163.4) & 4-1 (0.4) |
|                             |        | Canterbury gewinnt mit 9 Wickets         |   |                                    |

| 23. – 26. Februar Scorecard | Auckland | Auckland 394 (101.2) & 328-8d (86) | – | Wellington 298 (94.5) & 318 (95.5) |
|                             |          | Auckland gewinnt mit 106 Runs      |   |                                    |